# 양치기 전법
《양치기 전법》(Le Coup Du Berger, Fool's Mate)은 프랑스에서 제작된 자크 리베트 감독의 1956년 영화이다. 버지니에 비트리 등이 주연으로 출연하였고 피에르 보롱베르제 등이 제작에 참여하였다.

## 출연

### 주연
- 버지니에 비트리
- 자크 도니올-발크로즈
- 장 클로드 브리알리
- 앤 도트
- 끌로드 샤브롤
- 장 뤽 고다르
- 자크 리베트
- 프랑수아 트뤼포